# Mallet (Rio de Janeiro)
Mallet é um bairro não-oficial da Zona Oeste do Rio de Janeiro, oficialmente parte de Realengo e Magalhães Bastos. É cortado pela Avenida Marechal Fontenelle, possui população predominante de classe média. É basicamente formado por residências e comércios.
Apesar de não reconhecido pela Prefeitura, é considerado culturalmente por moradores e entidades da Zona Oeste como bairro à parte.

## História

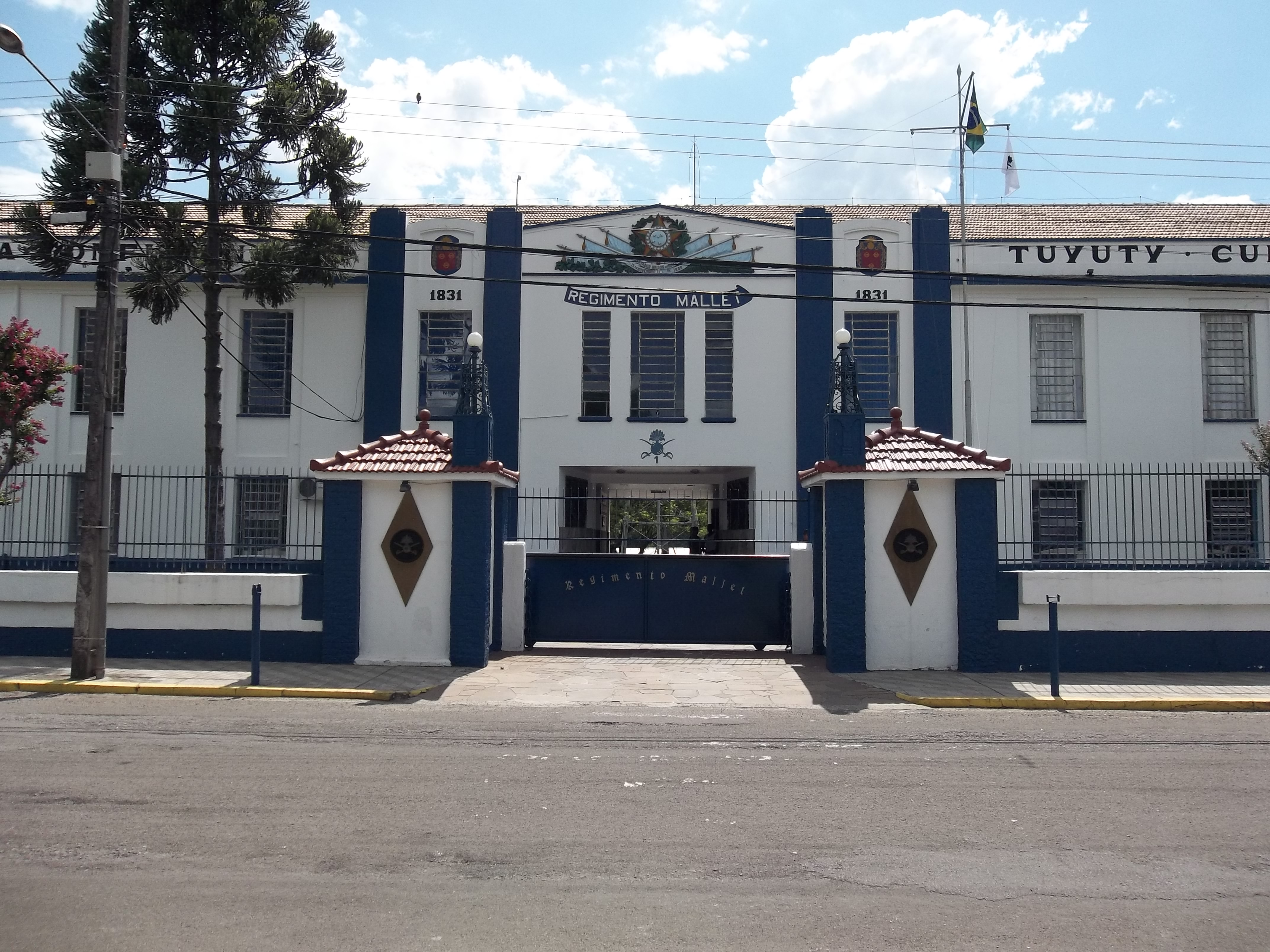
Regimento Mallet, Passo d'Areia, Santa Maria, Rio Grande do Sul.

Originalmente, suas terras eram a antiga Fazenda dos Afonsos.
Deu-se o nome de "Mallet" ao bairro em homenagem à "Émile Louis Mallet" e também por sua proximidade à Vila Militar e à antiga fábrica de cartuchos do Exército Brasileiro. Muitas de suas ruas receberam nomes de personalidades importantes do Exército Brasileiro.

## Geografia

### Clima
Localizado entre as Serras da Pedra Branca e do Mendanha, costuma apresentar uma das temperaturas mais altas da cidade do Rio de Janeiro, mesmo que as noites de inverno sejam freqüentemente frias devido à proximidade com as serras.

### Principais Vias
- Avenida Marechal Fontenelle
- Rua Almeida e Sousa

### Escolas Municipais e Estaduais e Particulares
- Escola Municipal Castelo Branco
- Escola Municipal Polônia na Rua Franscisco Muzzi
- Centro Educacional Horizonte da Cultura na Rua Núncio Ostni
- Jardim Escola Pintando o Sete na Rua Jequitinhonha